# OMV

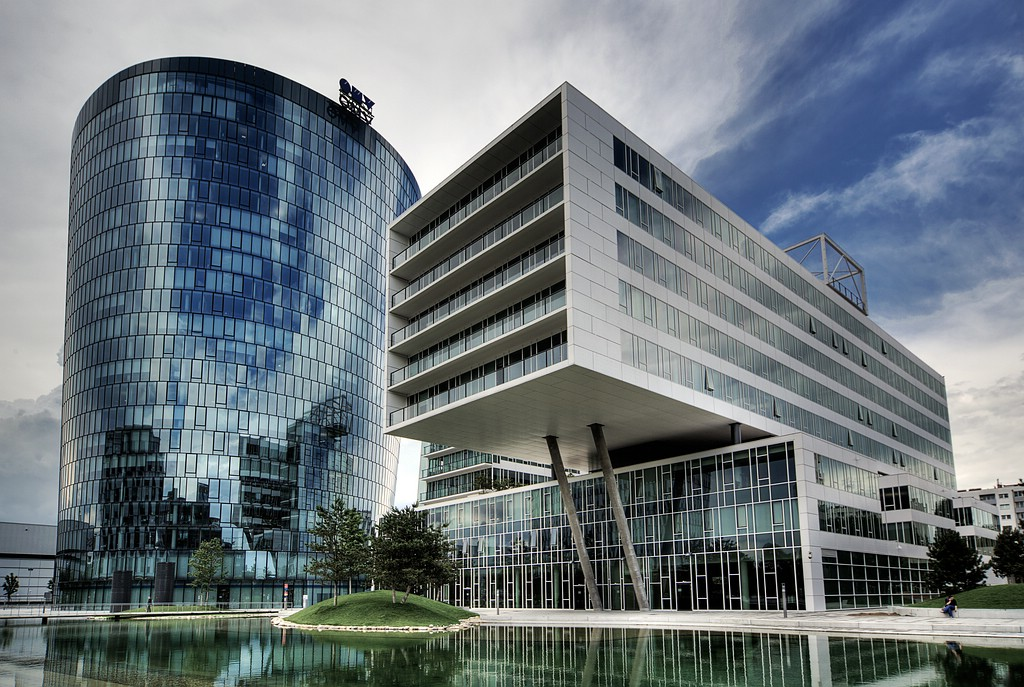
Der OMV-Hauptsitz in 1020 Wien im Hochhaus „Hoch Zwei“

Die OMV Aktiengesellschaft mit Sitz in Wien ist ein integrierter Erdöl-, Erdgas- und Petrochemiekonzern, der sowohl bei der Förderung als auch Verarbeitung aktiv ist. Das Unternehmen ist börsennotiert und Mitglied des ATX der Wiener Börse. Forbes zählt das Unternehmen zu den 2000 weltweit größten Unternehmen. Laut Statista war es 2022 bezogen auf den Umsatz das größte Unternehmen Österreichs. Bis 1995 verwendete das Unternehmen die Abkürzung ÖMV (Österreichische Mineralölverwaltung Aktiengesellschaft).

## Unternehmensgeschichte

### 1957 bis 1990
Die Gründung des Konzerns erfolgte am 3. Juli 1956 mit seiner offiziellen Eintragung ins Handelsregister als „Österreichische Mineralölverwaltung Aktiengesellschaft“ (ÖMV) und war aus der „Sowjetischen Mineralölverwaltung“ (SMV) hervorgegangen, die bis 1955 von der Sowjetischen Besatzungsmacht kontrolliert wurde. Während der Besatzungszeit verkaufte die SMV unter dem Namen ÖROP bzw. OROP, nach dem Wechsel zur ÖMV wechselte der Markenname zu ELAN, ab 1990 zu ÖMV/OMV. Im Vertrieb operierte es seit 1965 auch mit dem Markennamen MARTHA.

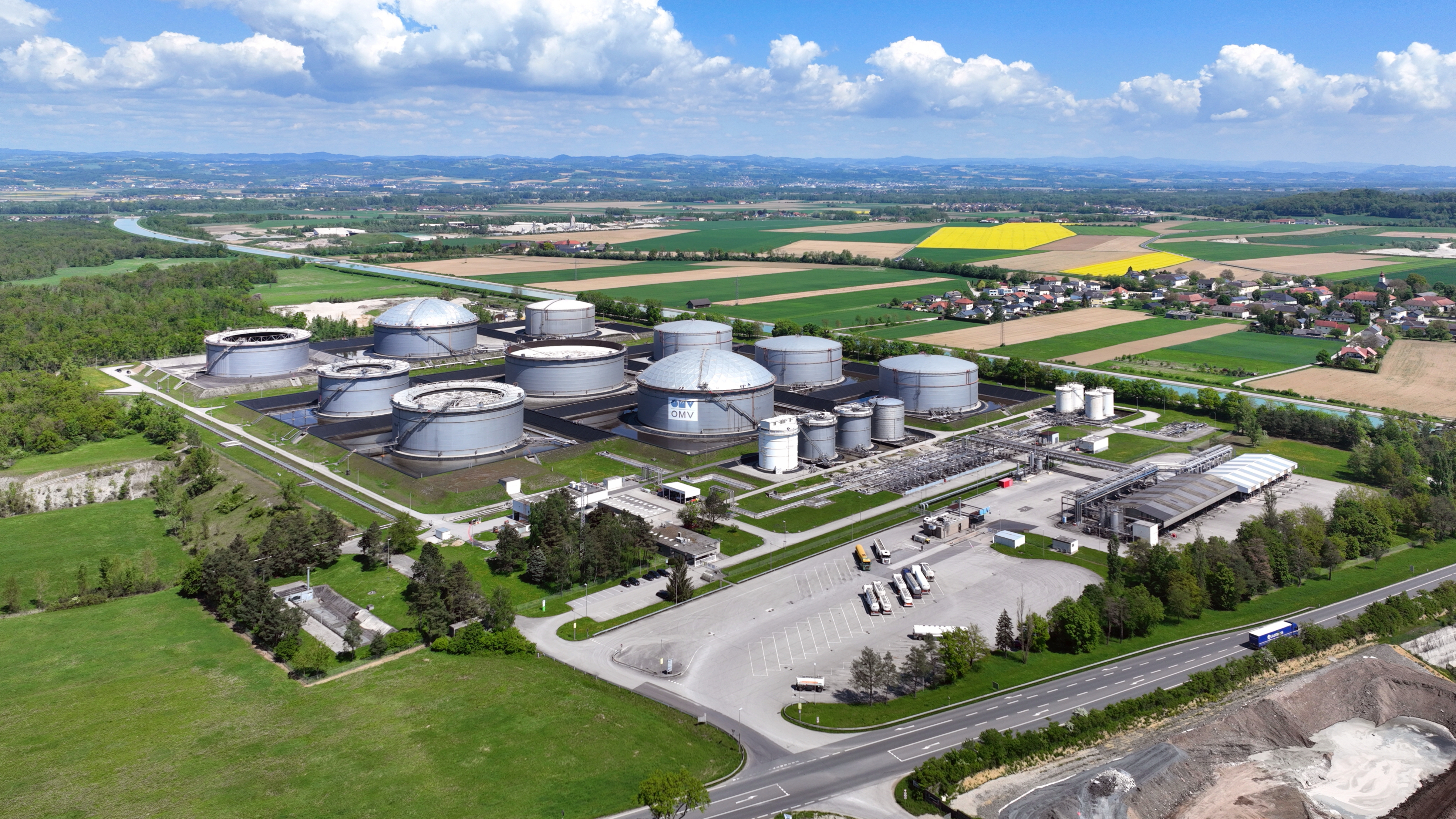
OMV-Tanklager in St. Valentin; seit 1976 durch die Produktenleitung West (PLW) mit dem Tanklager Lobau verbunden.

Die wichtigsten Anlagen des Unternehmens waren die Raffinerie Lobau mit der dazugehörigen Ölleitung Zistersdorf-Lobau sowie die Anlagen und Ölfelder der übernommenen Rohöl-Aufsuchungs AG. Im Jahr 1960 wurde die Raffinerie Schwechat südöstlich von Wien in Betrieb genommen, 1968 wurde der erste Erdgasliefervertrag mit der UdSSR abgeschlossen. Im Rahmen des ersten Börsengangs eines staatlichen österreichischen Unternehmens wurden 15 % der ÖMV Ende 1987 privatisiert. Die ÖMV beteiligte sich 1989 beim dänischen Kunststoffkonzern Borealis mit zunächst 25 %. Die erste ÖMV-Tankstelle nahm am 26. Juni 1990 ihren Betrieb in Wien-Auhof auf. Im selben Jahr übernahm die ÖMV die später in Borealis eingegliederte Chemie Linz.

### 1990 bis 2020
Ende 1994 stieg die International Petroleum Investment Company (IPIC) aus Abu Dhabi mit vorerst 19,6 % beim Konzern ein. Im Zuge dieser Internationalisierung wurde der Konzernname „ÖMV“ 1995 auf „OMV“ vereinfacht, da Umlautzeichen in etlichen Sprachen wenig geläufig sind. Auch in Osteuropa wuchs die OMV: 2000 erwarb das Unternehmen rund 10 % am ungarischen Mineralölkonzern MOL, 2003 akquirierte die OMV auch die Upstream-Sparte der deutschen Preussag Energie und baute das Tankstellennetz weiter aus.
Zum Marktführer in Mittel- und Osteuropa wurde die OMV 2004 durch den Erwerb von 51 % des rumänischen Öl- und Gaskonzerns Petrom. Im gleichen Jahr erhöhte die OMV das Grundkapital, womit erstmals mehr als 50 % der Aktien im Streubesitz waren. Nach dem Verkauf von 50 % der Tochtergesellschaft Agrolinz Melamine an die IPIC im Jahre 2005 wurde gemeinsam mit IPIC die Borealis-Gruppe zur Gänze übernommen.
2006 beteiligte sich die OMV mit 34 % am türkischen Erdölkonzern Petrol Ofisi. Die vom OMV-Vorstand und der Verbund AG (Elektrizität) im selben Jahr angekündigte Fusion zerschlug sich. Als Hauptgrund galt der Widerstand der Landeshauptleute.

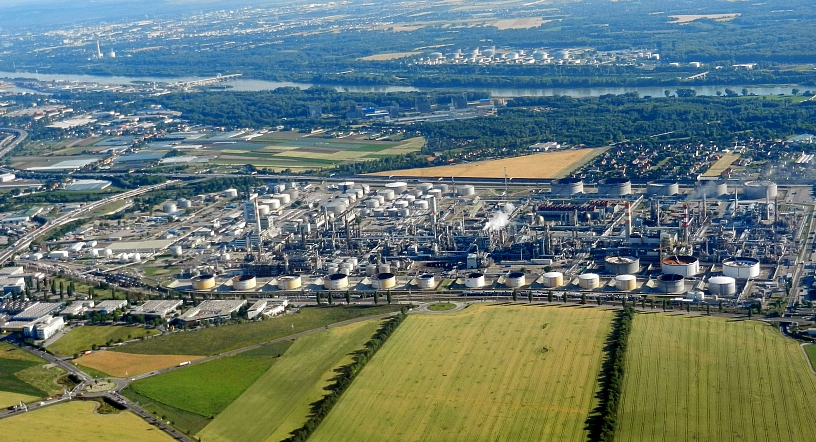
Erdölraffinerie in Schwechat nahe Wien

2007 erhöhte die OMV ihre Anteile am ungarischen Mineralölkonzern MOL auf vorerst 20,2 %. Nachdem ein Übernahmeangebot im August 2008 von der MOL abgelehnt worden war, und die EU-Kommission strenge Auflagen für eine Genehmigung gemacht hatte, veräußerte die OMV im März 2009 ihre gesamte 21,2 % MOL-Beteiligung für 1,4 Mrd. Euro an Surgutneftegas.
Ende 2010 übernahm die OMV den Anteil der Dogan-Holding an der Petrol Ofisi und erhöhte ihren Anteil somit auf 95,75 %. 2012 konnte mit der Domino-1-Bohrung im Neptun-Block vor der rumänischen Schwarzmeerküste der bis dahin ergiebigste Gasfund der OMV gemacht werden.
Im Oktober 2013 schloss die OMV Verhandlungen über eine Beteiligung an den Öl- und Gasfeldern der norwegischen Statoil in Norwegen und Großbritannien (westlich der Shetlandinseln) erfolgreich ab. Mit 2,65 Mrd. US-Dollar stellte dies damals die größte Akquisition in der Unternehmensgeschichte dar. Der Verkauf des 45%-Anteils an der deutschen Raffinerie Bayernoil an die Varo Energy wurde im Juni 2014 abgeschlossen.
2015 erhöhte die OMV ihre Beteiligung an der Petrol Ofisi auf 100 %. Im Jahr 2017 verkaufte sie das Unternehmen an die Vitol-Gruppe.
Ebenfalls 2017 unterzeichnete die OMV gemeinsam mit Engie, Shell, Uniper und Wintershall einen Finanzierungsvertrag mit der Nord Stream 2 AG. Die 1.220 Kilometer lange Nord Stream 2 Gaspipeline verläuft von der russischen Küste durch die Ostsee nach Deutschland. Am 3. Oktober 2018 wurde mit Gazprom ein Basic Sale Agreement geschlossen über den möglichen Erwerb einer 24,98 % Beteiligung an den Blöcken 4A/5A der Achimov-Formation des Urengoi-Gasfelds. Die Verhandlungen verzögerten sich und scheiterten 2022 endgültig.
2019 gründeten die OMV und Sapura Energy Berhad die SapuraOMV Upstream Sdn. Bhd., ein Öl- und Gasunternehmen in Malaysia. 2024 wurde der OMV-Anteil am Joint-Venture an TotalEnergies verkauft. 2019 beteiligte sich OMV ebenfalls mit einem 15 %-Anteil an ADNOC Refining in den Vereinigten Arabischen Emiraten.

### Seit 2020
Im März 2020 unterzeichnete die OMV eine Vereinbarung zur Aufstockung ihrer Beteiligung an Borealis: die OMV, die bislang 36 % der Anteile an Borealis hielt, erwarb weitere 39 % und erhöhte damit ihren Anteil auf 75 %. Diese Akquisition war die bis dahin größte in der Unternehmensgeschichte und gleichzeitig eine Erweiterung der Wertschöpfungskette in Richtung Petrochemie.
Im Dezember 2020 verkaufte die OMV ihr Tankstellennetz in Deutschland mit 285 Tankstellen an die britische EG Group. Das deutsche Tankstellennetz wird unter der Marke OMV über die EG-Group-Tochtergesellschaft Echo Tankstellen weiterbetrieben. Hintergrund dieser Transaktionen war der beabsichtigte grundsätzliche Konzernumbau, der die Geschäfte mit fossilen Brennstoffen ablösen soll.
Im Dezember 2020 nahm die OMV gemeinsam mit ihrem Partner Verbund in Schönkirchen (Niederösterreich) die mit 11,4 MWp damals größte Photovoltaikanlage Österreichs in Betrieb.
Im Mai 2021 übernahm der Verbund den 51%-Anteils der OMV an der Gas Connect Austria. OMV und MOL Group einigten sich im selben Jahr über den Kauf von OMV Slowenien durch MOL Group.
Im März 2022 musste OMV vor dem Hintergrund des russischen Einmarschs in der Ukraine 1,5 – 1,8 Mrd. Euro abschreiben für Beteiligungen am Gasfeld Juschno Russkoj und Darlehen für die Nord Stream 2 AG. OMV teilte mit, keine weiteren Investitionen in Russland mehr tätigen zu wollen.

## Führungspersonal in Vergangenheit und Gegenwart

### Vorstandsvorsitzende
- 1956–1957: Ignaz Köck
- 1957–1965: Fritz Hoynigg
- 1965–1982: Ludwig Bauer
- 1982–1989: Herbert Kaes
- 1989–1992: Siegfried Meysel
- 1992–2001: Richard Schenz
- 2001–2011: Wolfgang Ruttenstorfer
- 2011–2015: Gerhard Roiss
- 2015–2021: Rainer Seele[2][35]
- 2021–2026: Alfred Stern[2][36][37]

### Weitere Vorstandsmitglieder
- 1956–1982: Margarethe Ottillinger
- 1982–1989: Maria Schaumayer
- 1990–1992: Viktor Klima

### Aufsichtsratsvorsitzende
- Oskar Grünwald
- Peter Oswald[38]
- 2016–2019: Peter Löscher[39]
- Mai 2019 bis September 2020: Wolfgang C. Berndt[40][41]
- September 2020 bis Mai 2023: Mark Garrett[41][42][43]
- Seit Mai 2023: Lutz Feldmann[44]

## Aktionärsstruktur
Aktionärsstruktur 2024
| 31,5 % | ÖBAG – Österreichische Beteiligungs AG |
| 24,9 % | MPPH/Abu Dhabi                         |
| 25,7 % | Institutionelle Investoren             |
| 13,8 % | Privatanleger und diverse              |
| 4,0 %  | Unidentifizierter Streubesitz          |
| 0,2 %  | Eigene Aktien und LTIP-Aktien          |

Der Syndikatsvertrag zwischen MPPH (Mubadala Petroleum and Petrochemicals Holding Company L.L.C) und ÖBAG (Österreichische Beteiligungs AG) sieht ein gemeinsames Verhalten sowie bestimmte Übertragungsbeschränkungen bezüglich der gehaltenen Aktien vor.
Am 31. Jänner 2024 unterzeichnete die OMV eine Vereinbarung über die Veräußerung ihrer 50%-Beteiligung an der malaysischen SapuraOMV Upstream Sdn. Bhd. an TotalEnergies. Das Closing der Transaktion wird gegen Ende ersten Halbjahres 2024 erwartet.
Im Februar 2024 übernahm Abu Dhabi National Oil Company den 24,9%igen Anteil von Mubadala Petroleum and Petrochemicals Holding Company.

## Geschäftsbereiche

### Chemicals
Im Geschäftsbereich „Chemicals“ bietet OMV kreislauforientierte Polyolefinlösungen und Basischemikalien sowie Kunststoffrecycling an. Die Versorgung seiner Kunden organisiert das Unternehmen – Stand 2022 – hier im Wesentlichen über Borealis und über seine beiden Joint Ventures – Borouge mit ADNOC in den VAE und Singapur sowie über Baystar mit TotalEnergies in den USA.

### Fuels & Feedstock
Der OMV-Geschäftsbereich „Fuels & Feedstock“ produziert und vermarktet Kraftstoffe sowie Rohstoffe für die chemische Industrie, betreibt drei Raffinerien in Europa und hält eine Beteiligung von 15 % an einem Raffinerie-Joint-Venture in den Vereinigten Arabischen Emiraten. Die OMV betreibt rund 1.700 Tankstellen in acht europäischen Ländern. Der strategische Fokus dieses Geschäftsbereichs liegt laut Unternehmen auf der Entwicklung und Produktion von nachhaltigeren Kraftstoffen, grüneren chemischen Ausgangsstoffen sowie CO2-ärmeren Mobilitätslösungen.

### Energy
Mit dem Geschäftsbereich „Energy“ exploriert, erschließt und produziert OMV Exploration & Production Öl und Gas in den vier Kernregionen Mittel- und Osteuropa, Afrika, Nordsee sowie Asien-Pazifik und vermarktet Erdgas in acht europäischen Ländern. Zu den Aktivitäten gehören auch das Low Carbon Business sowie das gesamte Gasgeschäft. Strategische Schwerpunkte des Energy-Segments sind laut Unternehmen die Steigerung des Anteils von Erdgas gegenüber Rohöl und die Verringerung der CO2-Intensität im gesamten Portfolio.

## Beteiligungen (Auswahl)
Die OMV ist unter anderem an folgenden Unternehmen bzw. Projekten beteiligt (Stand: 2022):
- Zu 75 % an dem österreichischen Kunststoffhersteller Borealis AG, zweitgrößter EU-Hersteller von Polyolefinen, unter den Petrochemie-Weltmarkt-Führern;
- mit 51 % an der OMV Petrom SA, größtes integriertes Energieunternehmen in Südosteuropa,
- zu 50 % an der Sapura OMV,
- mit 15 % an der ADNOC Refining & ADNOC Global Trading („Abu Dhabi National Oil Company“)
- seit Dezember 2018 mit 5 % an der Ghasha-Konzession, dem weltweit größten Offshore-Projekt zur Sauergas-Förderung im Persischen Golf westlich von Abu Dhabi vor der Küste der Vereinigten Arabischen Emirate (VAE)

## Kritik

### Iran-Geschäft
Im September 2007 hatte die OMV mit der National Iranian Oil Company einen Vorvertrag unterzeichnet, der nach iranischen Medienangaben über 25 Jahre ein Geschäftsvolumen von 22 Milliarden Euro umfassen sollte. Während die österreichische Regierung die Vertragsverhandlungen wegen der größeren Unabhängigkeit von russischen Lieferungen begrüßte, stieß das Vorhaben bei der US-Regierung und bei Organisationen wie dem Jüdischen Weltkongress auf massive Kritik. Die OMV wurde zum Verzicht auf das Geschäft aufgefordert. Das Geschäft kam aufgrund internationaler Sanktionen gegen den Iran nicht zustande.

### Ölbohrungen in Neuseeland
Im Sommer 2019 plante die OMV, vor der Küste Neuseelands nach Öl zu bohren. Die Umweltschutzorganisation Greenpeace kritisierte diese Bestrebungen wegen der schützenswerten Delphin- und Blauwalpopulationen. Alle anderen großen Ölkonzerne hätten sich bereits aus Neuseeland zurückgezogen. Das österreichische Klimavolksbegehren betonte zudem die klimaschädlichen Auswirkungen von Ölförderungen und kritisierte die Bohrpläne ebenfalls scharf. Der im November 2019 angekündigte Verkauf des Ölfeldes reichte Greenpeace nicht, da weiterhin Öl- und Gasbohrungen geplant seien und die OMV dort immer noch im Besitz von zwei Gasfeldern sei.

### Spitzel-Vorwürfe
Im April 2021 berichtete die Süddeutsche Zeitung, dass Vorstandsvorsitzender Rainer Seele wegen schwerer Vorwürfe auf eine Vertragsverlängerung 2022 verzichtet. Der OMV wurde vorgeworfen, Klimaaktivisten mithilfe von internationalen Spionagedienstleistern systematisch überwachen zu lassen. Hinzu kamen Vorwürfe, einen überhöhten Preis bei der Borealis-Übernahme gezahlt und den Aufsichtsrat ungenügend informiert zu haben. Die OMV bestritt dies und ging juristisch gegen die Berichte der Süddeutsche Zeitung vor.

### Greenwashing-Vorwürfe
Der Konzern sah sich im Jahr 2023 mit Vorwürfen des Greenwashings konfrontiert. Greenpeace kritisierte, der Konzern sei bei seinem angekündigten Umbau in Richtung Nachhaltigkeit deutlich zu langsam. Investigativ-Journalisten bemängelten CO2-Kompensationsprojekte in Südamerika, für die OMV zahle.